# Tour de Al Zubarah
O Tour de Al Zubarah (oficialmente: Tour of Ao Zubarah) é uma carreira ciclista que se disputa em Catar
Desde a sua criação em 2013 pertence ao UCI Asia Tour, dentro a categoria 2.2 (última categoria do profissionalismo).

## Palmarés
| Ano  | Vencedor                 | Segundo       | Terceiro      |
| ---- | ------------------------ | ------------- | ------------- |
| 2013 | Yousef Mirza Bani Hammad | Martin Weiss  | Kristjan Fajt |
| 2014 | Azzedine Lagab           | Kristjan Fajt | Martin Weiss  |
| 2015 | Maher Hasnaoui           | Eugen Wacker  | Naser Rezavi  |

## Palmarés por países
| País                   | Vitórias |
| ---------------------- | -------- |
| Emirados Árabes Unidos | 1        |
| Argélia                | 1        |
| Tunísia                | 1        |